# 滋野井公光
滋野井 公光（しげのい きんみつ）は、鎌倉時代前期から中期にかけての公卿。権大納言・滋野井実宣の二男。官位は正二位・権中納言。

## 経歴
嘉禄2年（1226年）兄・公賢が父と妻について対立し、出家してしまったため急遽公光が嫡男とされた。嘉禄3年（1227年）従五位上に叙せらる。安貞2年（1228年）侍従に任じ、寛喜2年（1230年）正五位下に進む。寛喜3年（1231年）従四位下・右近衛少将に叙任された。
寛喜4年（1232年）従四位上・近江権介に叙任。天福元年（1233年）皇太后権亮に任ぜられる。文暦2年（1235年）正四位下・右近衛中将に叙任され、美濃権介を兼ねる。延応元年（1239年）に蔵人頭に補任された後、仁治元年（1240年）従三位・参議に叙任され公卿に列し、右近衛中将・備前権守・右衛門督・近江権守を兼任する。仁治3年（1242年）には正三位に叙された。
仁治4年（1243年）権中納言に任ぜられる。寛元2年（1244年）勅授帯剣。寛元4年（1246年）従二位に昇叙され、建長2年12月（1250年1月）中納言に転任する。建長3年（1250年）には正二位に至った。
建長6年（1254年）に中納言を辞退し、建長7年（1255年）11月9日に出家し、10日に薨去。享年33。

## 官歴
※以下、『公卿補任』の記載に従う。
- 年 月 日：従五位下に叙爵。
- 嘉禄3年（1227年）正月5日：従五位上に叙す。
- 安貞2年（1228年）2月1日：侍従に任ず。
- 寛喜2年（1230年）正月5日：正五位下に叙す。
- 寛喜3年（1231年）正月29日：右近衛少将に任ず。10月12日：従四位下に叙す。少將如元。
- 寛喜4年（1232年）正月12日：従四位上に叙す（朝覲行事。安嘉門院院司賞）。正月30日：近江権介を兼ぬ。
- 天福元年（1233年）6月20日：皇太后権亮に任ず。
- 文暦2年（1235年）6月17日：右近衛中将に転ず。権亮に止む。11月19日：正四位下に叙す（大嘗會國司近江）。
- 嘉禎2年（1236年）2月30日：美濃権介を兼ぬ。
- 延応元年（1239年）11月16日：蔵人頭に補す。
- 仁治元年（1240年）10月20日：参議に任ず。10月24日：更に右近衛中将を兼ぬ。11月12日：従三位に叙す。
- 仁治2年（1241年）2月1日：備前権守を兼ぬ。
- 仁治3年（1242年）7月15日：右衛門督を兼ぬ。検非違使別当に補す。11月4日：近江権守を兼ぬ。11月12日：正三位に叙す（大嘗會國司賞）。
- 仁治4年（1243年）7月27日：権中納言に任ず。右衛門督・別當如元。10月5日：別当を辞す。辞状を返り下らる。10月25日：勅許。
- 寛元2年（1244年）2月23日：勅授帯剣。
- 寛元4年（1246年）正月5日：従二位に叙す。
- 建長元年12月24日（1250年1月28日）：任に復す。
- 建長2年12月15日（1251年1月8日）：中納言に転ず。
- 建長3年（1251年）正月22日：正二位に叙す。
- 建長6年（1254年）正月13日：辞す。
- 建長7年（1255年）11月9日：出家[1]。11月10日：薨去。

## 系譜
- 父：滋野井実宣
- 母：藤原宗子 - 持明院基宗の娘
- 妻：一条実有の娘
  - 長男：滋野井実冬（1243-1303）
- 生母不明の子女
  - 女子：従三位中納言典侍
  - 女子：一条実家室